# Big (álbum)
Big é o quarto álbum de estúdio da cantora americana de R&B/soul Macy Gray. Foi o seu primeiro álbum depois de quatro anos de gravação. Foi lançado no início de 2007.
Dois singles foram lançados depois do álbum, o primeiro foi o single internacional "Finally Made Me Happy", um dueto Natalie Cole, e o outro single foi lançado na América do Norte "Shoo Be Doo". "What I Gotta Do" está presente na trilha sonora do filme Shrek Terceiro. A capa do álbum inlustrou os comerciais do iPhone da Apple.

## Faixas
1. "Finally Made Me Happy" (com Natalie Cole) – 4:02
2. "Shoo Be Doo" – 4:04
3. "What I Gotta Do" – 3:08
4. "Okay" – 4:09
5. "Glad You're Here" (com Fergie) – 2:54
6. "Ghetto Love" (com Nas) – 3:08
7. "One for Me" – 4:09
8. "Strange Behavior" – 3:35
9. "Slowly" – 3:54
10. "Get Out" (com Justin Timberlake) – 4:01
11. "Treat Me Like Your Money" (com will.i.am) – 3:27
12. "Everybody" – 3:16

### Edição especial
1. "A.E.I.O.U." – 3:16
2. "Breakdown" – 3:36
3. "The Boy I Loved" (com 50 Cent & Jay-Z) – 4:53

### Edição iTunes
1. "So Much"